# Périgord

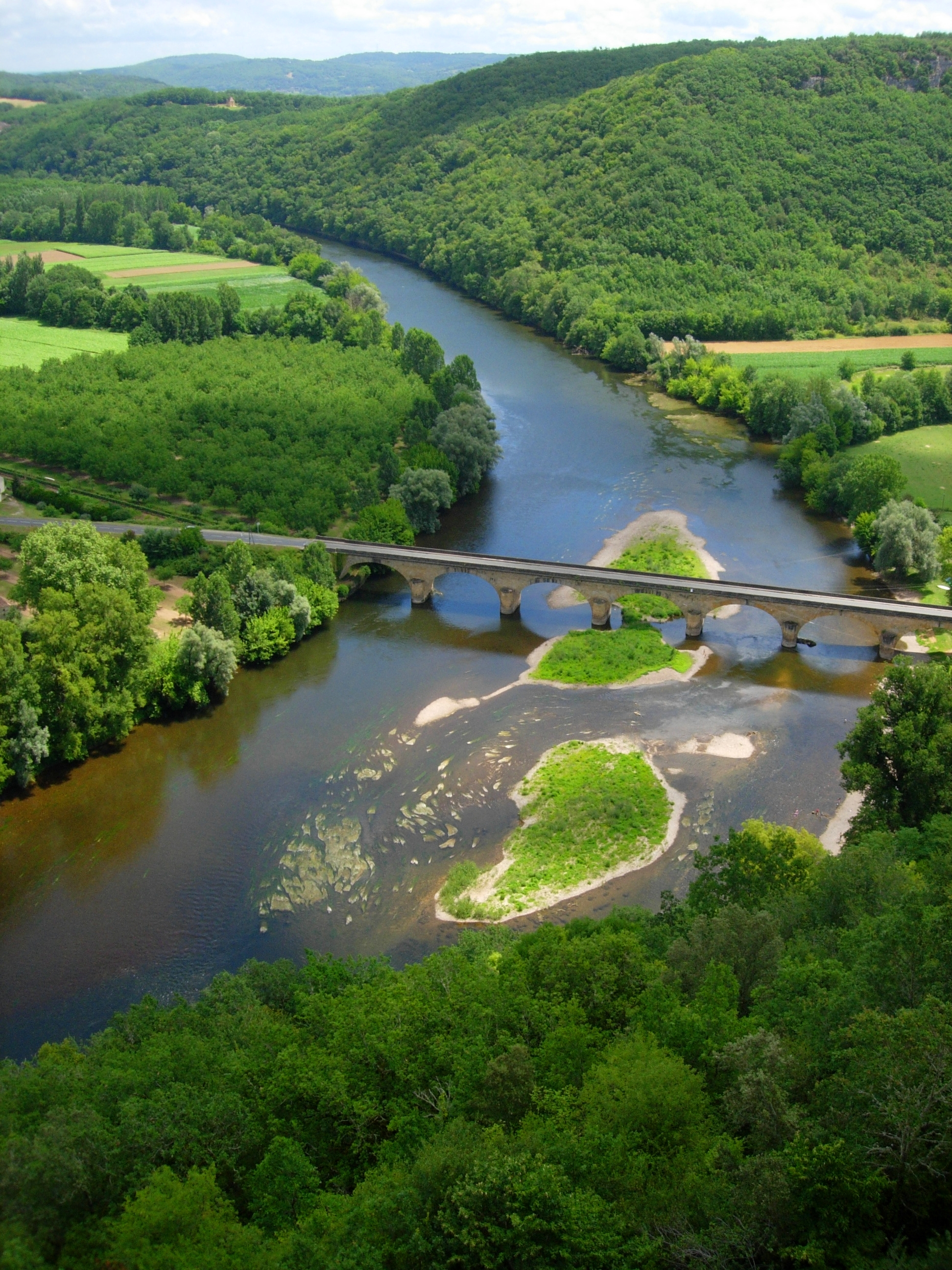
Dordognefloden i Périgord

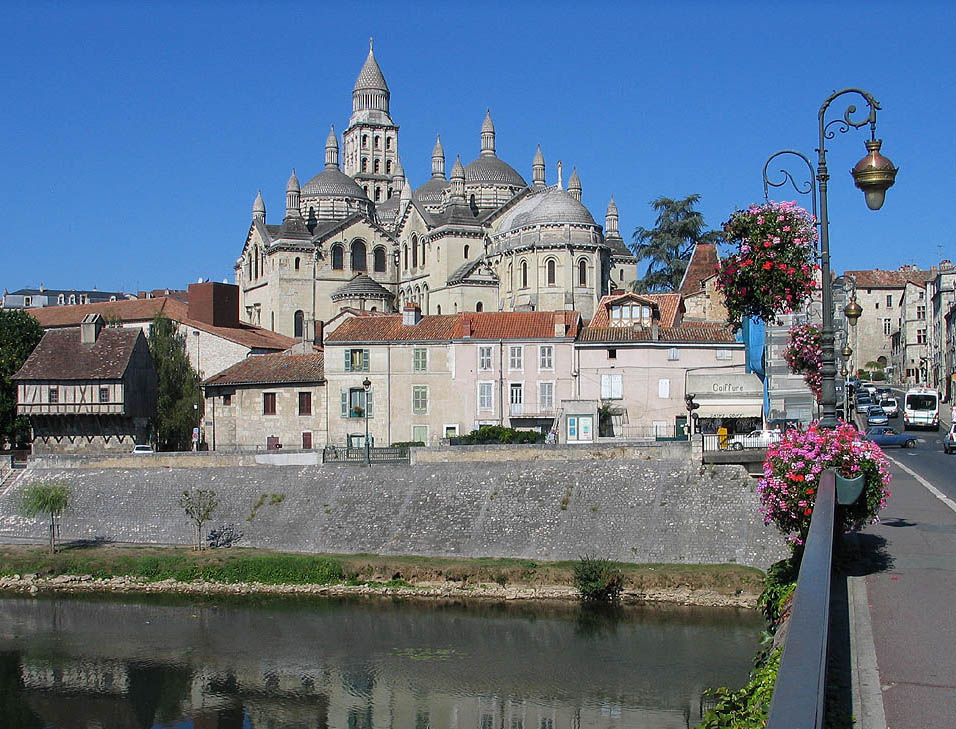
Saint Frontkatedralen i Périgueux.

Périgord är en historisk provins i sydvästra Frankrike som motsvarar dagens departement Dordogne. Huvudort är Périgueux. Bland övriga städer märks Sarlat.
Området är glest befolkat och består till stor del av skogar och bördiga floddalar. Périgord är känt som producent av tryffel, gåslever och jordgubbar, och rikedomen på gamla städer, slott m.m. har gjort området till ett populärt turistmål.
Périgord har gett namn till en epok av stenåldern, périgordien, som varade för 35 000-20 000 år sedan. De berömda grottmålningarna i Lascaux finns i provinsen.